# Прометна банка
Београдска Прометна банка основана је са циљем да прима и најмање уштеђевине и на тај начин уложеним капиталом олакшава промет у новцу и у ефектима, а нарочито да ради на ојачавању трговине, заната и уопште привредног кредита у Краљевини Србији. Неколико привредника и лица других професија били су оснивачи ове банке, чија су правила одобрена и потврђена 2. октобра 1895. године. До подизања зграде у Кнез Михаиловој улици била је смештена у једноспратници у Ускочкој број 6.

## Први управни одбор
Основна главница предвиђена правилима износила је 400.000 динара, а састојала се из 4000 деоница по 100 динара, које су се уплаћивале на удеоничке књиге за 100 недеља, недељним улозима од 1 динар, по свакој акцији, према одредбама члана 11 и 14 о акционарски друштвима. Прве деонице од 100.000 динара уплаћене су 1896. године, друге су уплаћене наредне, треће и четврто коло 1898. године. Главница је повећана на 500.000 динара 1903. године.
Први Управни одбор сачињавало је неколико узорних београдских грађана, међу којима су били: председник Управног одбора Светозар Николић, чланови Управног одбора Сретен Благојевић, М. Ст. Јевтић, Благоје Ристић, Јован Бешлић, претседник Надзорног одбора, Живко П. Јовановић, чланови надзорног одбора Сретен Новаковић, Димитрије Т. Петровић и Јован Поповић. Почетак рада Прометне банке није био лак, међу деоничарима ускоро се појавило незадовољство радом Прве управе. Због тога се 1899. године бира друга Управа у коју улази и инжењер и привредник Милош Савчић, који ће 1903. године постати и потредседник, а након рата и смрти Михаила Поповића и Николе Спасића, постао 1919. је године и председник Управног одбора Прометне банке.

## Делатност пре рата
Савчић ће проширити послове банке на индустријске послове, прва идеја му је била да се експлоатише шума, да се подигне модерна стругара у Београду и тиме задовоље потребе дрвне индустрије. У почетку је било отпора његовим идејама, али их је на крају, углавном, све остварио. Капитал банке ће до 1905. бити подигнут на милион динара, који је уплаћен у пет кола за пет година, а установа добија име Прометна банка. Поред повећања капитала, повећани су и улози и текући рачуни, као и резервни фондови, тако да је већ у то време Банка заузимала угледно место у привредни предратнe Краљевине Србије.
Пред сам Балкански рат банка, по идеји Савчића, набавља пловне објекте, багере и шлепове, са којима отпочиње рад на вађењу и продаји песка и шљунка. Такође, Банка почиње експлоатацију шума на планини Тари, а купује и земљиште у Кнез Михаиловој улици број 26, где ће 1913. године изградити палату, у коју ће се пред сам рат сместити канцеларије осигуравајућег друштва Србија и Прометне банке. Њени пројектанти су архитекта Данило Владисављевић и сам Милош Савчић. Зграда је у приземљу имала трговачке радње, што је одговарало карактеру трговачке Кнез Михаилове улице, на првом спрату су биле просторије Прометне банке, а на другом Осигуравајућег друштва Србија. По својим архитектонским особеностима зграда Прометне банке припада стилу сецесије. У исто време Банка ће купити велико земљиште звано Краљева пивара. Поред других послова Банка у том периоду оснива и финансира грађевински одељак ствара, као засебно акционарско друштво, 1909. године фабрику стакла за прозоре у Костолцу.
Овај напредак биће заустављен Првим светским ратом, када је Банка зауставила свој рад и све вредности пренела у Ниш. Тамо их је предала на чување Народној банци, а она их 1915. године пренела у Француску. За време рата Банка није улазила у нове послове, али је исплаћивала, преко Црвеног крста у Швајцарској или директно, суме са уложених књижица и текућих рачуна и то у износу од два милиона предратних динара.

## Послератни период
Током рата је уништено или опљачкано скоро све од имовине Прометне банке, уништена је стругара, инвентар на Тари је опљачкан, два брода, багер и елеватор потопила је непријатељска артиљерија, фабрика стакла у Костолцу порушена је до темеља, нова зграда где су биле смештене канцеларије тучена је пет пута непријатељским пројектилима.
Сви чланови на челу са председником Милошем Савчићем уложили су огромне напоре како би Прометну банку вратили на ноге и овај труд ће се веома брзо исплатити. Стругара и бродарство већ у првим годинама помаже у обнови порушеног Београда. Петином свог капитала Банка уписује 7% зајма да би помогла обнову саобраћаја. Са Извозном банком оснива у Скопљу Извозну и Прометну банку, чиме се дала могућност и јужној Србији да обнови своју привреду. Послови банке се у то време крећу према националним потребама и она је својим пословним успесима уливала поверење грађанима, који су своје уштеђевине радо улагали. Већ 1921. године главница је порасла на 5 милиона динара и то делимично новом емисијом акција, а делимично из резервних фондова Банке. Исте гоине у просторијама Прометне банке оснива се Удружење банака Београд на чије чело долази Михаило Драгићевић, који је у то време био члан Привредног савета при Министарству трговине и индустрије. Један од циљева овог удружења био је и заједнички наступ српских банака приликом преузимања и национализовања Беочинске фабрике цемента и Сартида, путем откупа извесног броја акција, као и финансијска помоћ приликом оснивања нових банака на ослобођеним територијама.
Управа банке је већ 1919. године основала Друштво за експлоатацију горива, које ће већ наредне године почети са експлоатацијом рудних поља у подножју планине Тресибабе. Године 1930. Банка је од Ђорђа Вајферта преузела повластицу над рудником каменог угља Подвис, који је обухватао простор севрно од реке Тимока и терена Тресибабе, као и повластице над оближњим рудником Благовести. У овим рудницима радило је око 800 радника и чиновника, неки од њих имали су своју електричну централу и велику колонију за становање особља и радника. У њој је било смештено више од сто породица и преко триста радника-самаца, који су сем стана, огрева и струје, бесплатно добијали и парче земљишта за баште. Друштво за експлоатацију горива финансирало је и државну школу у оквиру рудника, као и рударски дом са фискултурном салом, библиотеком и читаоницом. Рудник лигнита Косово је, након оснивања Рударско-индустријског акционарског друштва Косово 1923. године, постао власништво Прометне банке. Он посебно добија на значају 1930. када је отворен велики рудник Трепча. До 1838. године производња овог рудника се учетворостручила.

Наравно, Банка није престајала да улаже у бродарство и друге своје послове. Основана је и нова стругара у Босанској Јагодини, на јавној лицитацији купила је Фабрику вагона и гвоздених конструкција у Крушевцу, која је непосредно пре тога пала под стечај, и из основе је реконструисала и модернизовала.
- Графикони рада Прометне банке

Прометна банка имала је 1929. године највећи пословни раст у поређењу са свим другим српским банкама и пету годину је за редом делила дивиденде акционарима у укупном износу од два милиона динара. Избијањем велике привредне кризе у Југославији 1931. године посебно су била погођена предузећа у оквиру дрвне и металуршке индустрије, што је много утицало на рад Банке. Она је морала да свим својим предузећима повећа износ кредита, а сама се послужила кредитом код Народне банке од 940.000 динара. Тако да је 1932. године повећала пласмане у своја предузећа са 5 на 45 милиона динара и да као и многе друге банке није исплатила дивиденду својим акционарима. Прометна бана се није користила ни јендом од законских олакшица у погеду плаћања својих обавеза и веома је брзо испливала из ове кризе, захваљујући што је иницијативом свог прседника створила велике резерве и пласирала их у сигурне инвестиције.
Према пројекту Милоша Савчића Прометна банка оснива и своје последње предузеће у међуратном периоду Ваљаоницу лима у Земуну, која 1938. саграђена и која је представљала веома уносан привредни подухват.

Милош Савчић је преминуо 11. марта 1941. непосредно пред почетак Другог светског рата, који ће уништити доста тога што је он за живота саградио. После рата и доласка нових социјалистичких власти 1944. године, сва преостала предузећа Прометне банке прешла су у државно власништво и она је фактички престала да постоји.
- Зграда у Добрињској 10
- Извозна банка
- Палата Прометне банке
- Прва зграда Прометне банке
- Зграда у Румунској улици
- Топографски приказ предузећа Прометне банке
- Зграда на Топличком венцу
- Врачарска штедионица
- Имовина Прометне банке
- Заступништво Прометне банке у Скопљу